# Saint-Genou
Saint-Genou è un comune francese di 1 038 abitanti situato nel dipartimento dell'Indre nella regione del Centro-Valle della Loira.

## Società

### Evoluzione demografica
Abitanti censiti